# Saison 1994-1995 de la LHJMQ
Saison précédente Saison suivante
La saison 1994-1995 est la vingt-sixième saison de hockey sur glace de la Ligue de hockey junior majeur du Québec. Les Olympiques de Hull remportent leur troisième Coupe du président en battant en finale le Titan Collège français de Laval.

## Contexte
La saison marque une expansion de la LHJMQ vers les provinces de l'Atlantique avec l'ajout des Mooseheads d'Halifax. Le Collège français de Verdun cesse ses activités ; le Collège français transfère alors son parrainage au Titan de Laval qui devient le Titan Collège français de Laval. Les commandites d'entreprises étant expirées, plusieurs trophées de la ligue sont renommés : les coupes Shell offensif et défensif sont renommées en coupe Ford  - Offensif et coupe Ford  - Défensif ; la plaque Transamerica est renommé en plaque AutoPro et la coupe Molson est renommé en coupe New Face.

## Saison régulière

### Classement
| Clt | Équipe                          | Division | PJ | V  | D  | N | BP  | BC  | Pts |
| --- | ------------------------------- | -------- | -- | -- | -- | - | --- | --- | --- |
| 1   | Titan Collège français de Laval | Lebel    | 72 | 48 | 22 | 2 | 302 | 232 | 98  |
| 2   | Harfangs de Beauport            | Dilio    | 72 | 39 | 24 | 9 | 291 | 220 | 87  |
| 3   | Olympiques de Hull              | Lebel    | 72 | 42 | 28 | 2 | 340 | 274 | 86  |
| 4   | Cataractes de Shawinigan        | Dilio    | 72 | 40 | 28 | 4 | 325 | 270 | 84  |
| 5   | Lynx de Saint-Jean              | Lebel    | 72 | 39 | 27 | 6 | 282 | 277 | 84  |
| 6   | Saguenéens de Chicoutimi        | Dilio    | 72 | 38 | 29 | 5 | 290 | 269 | 81  |
| 7   | Faucons de Sherbrooke           | Dilio    | 72 | 37 | 30 | 5 | 298 | 251 | 79  |
| 8   | Bisons de Granby                | Lebel    | 72 | 31 | 36 | 5 | 314 | 294 | 67  |
| 9   | Voltigeurs de Drummondville     | Dilio    | 72 | 31 | 38 | 3 | 272 | 302 | 65  |
| 10  | Laser de Saint-Hyacinthe        | Lebel    | 72 | 26 | 42 | 4 | 241 | 310 | 56  |
| 11  | Mooseheads d'Halifax            | Dilio    | 72 | 24 | 42 | 6 | 257 | 317 | 54  |
| 12  | Tigres de Victoriaville         | Dilio    | 72 | 24 | 45 | 3 | 266 | 371 | 51  |
| 13  | Foreurs de Val-d'Or             | Lebel    | 72 | 21 | 49 | 2 | 232 | 341 | 44  |

- En gras : champion de la saison régulière
- En italique : qualifié pour les séries éliminatoires

### Meilleurs pointeurs
| Joueur              | Équipe        | PJ | B  | A   | Pts | Pun |
| ------------------- | ------------- | -- | -- | --- | --- | --- |
| Patrick Carignan    | Shawinigan    | 71 | 37 | 100 | 137 | 43  |
| Sébastien Bordeleau | Hull          | 68 | 52 | 76  | 128 | 142 |
| Daniel Brière       | Drummondville | 72 | 51 | 72  | 123 | 54  |
| Christian Matte     | Granby        | 66 | 50 | 66  | 116 | 86  |
| Alain Savage        | Shawinigan    | 71 | 55 | 57  | 112 | 112 |
| Frédéric Chartier   | Laval         | 72 | 51 | 59  | 110 | 159 |
| Serge Aubin         | Granby        | 60 | 37 | 73  | 110 | 55  |
| Mathieu Dandenault  | Sherbrooke    | 67 | 37 | 70  | 107 | 76  |
| Christian Dubé      | Sherbrooke    | 71 | 36 | 65  | 101 | 43  |
| Alekseï Lojkine     | Chicoutimi    | 57 | 43 | 58  | 101 | 26  |
| Éric Dazé           | Beauport      | 66 | 59 | 48  | 107 | 31  |

## Séries éliminatoires

### Huitième de finale
Les 12 premières équipes, sans distinction de division sont qualifiées pour les huitièmes de finale des séries : la première équipe de la saison rencontre la douzième, la deuxième la onzième et ainsi de suite jusqu'à la sixième qui rencontre la septième. Toutes les séries sont jouées au meilleur des sept matchs. 
- (1) Titan Collège français de Laval 4-0 Tigres de Victoriaville (12)
- (2) Harfangs de Beauport 4-3 Mooseheads d'Halifax (11)
- (3) Olympiques de Hull 4-1 contre le Laser de Saint-Hyacinthe (10)
- (4) Cataractes de Shawinigan 4-0 contre le Voltigeurs de Drummondville (9)
- (5) Lynx de Saint-Jean 3-4 Bisons de Granby (8)
- (6) Saguenéens de Chicoutimi 4-3 Faucons de Sherbrooke (7)

### Quarts de finale
Les quarts de finale, qui regroupent les six équipes vainqueur, sont joués sous forme de tournoi à la ronde. Les équipes les mieux classées de la saison régulière affrontent les 3 moins bonnes deux fois chacune. Les quatre premières équipes du classement sont qualifiées pour les demi-finales.
| Clt | Équipe                          | PJ | V | D | N | BP | BC | Pts |
| --- | ------------------------------- | -- | - | - | - | -- | -- | --- |
| 1   | Titan Collège français de Laval | 6  | 5 | 1 | 0 | 28 | 17 | 10  |
| 2   | Harfangs de Beauport            | 6  | 5 | 1 | 0 | 30 | 17 | 10  |
| 3   | Olympiques de Hull              | 6  | 3 | 3 | 0 | 26 | 23 | 6   |
| 4   | Cataractes de Shawinigan        | 6  | 3 | 3 | 0 | 28 | 29 | 6   |
| 5   | Saguenéens de Chicoutimi        | 6  | 2 | 4 | 0 | 19 | 20 | 4   |
| 6   | Bisons de Granby                | 6  | 0 | 6 | 0 | 10 | 35 | 0   |

- En italique : qualifié pour les demi-finales

### Tableau final
En demi-finale, le premier du tournoi à la ronde rencontre le quatrième alors que le deuxième est confronté au troisième. Les vainqueurs se rencontrent pour se disputer la Coupe du président. Toutes les séries sont à nouveau jouées au meilleur des sept matches.
|  | Demi-finales                    | Demi-finales       |                                 |   | Finale               | Finale               |
|  | Demi-finales                    | Demi-finales       |                                 |   | Finale               | Finale               |
|  |                                 |                    |                                 |   |                      |                      |
|  | Du 17 au 23 avril               | Du 17 au 23 avril  |                                 |   | Du 26 avril au 5 mai | Du 26 avril au 5 mai |
|  | Du 17 au 23 avril               | Du 17 au 23 avril  |                                 |   | Du 26 avril au 5 mai | Du 26 avril au 5 mai |
|  | Titan Collège français de Laval | 4                  |                                 |   | Du 26 avril au 5 mai | Du 26 avril au 5 mai |
|  | Titan Collège français de Laval | 4                  |                                 |   | Du 26 avril au 5 mai | Du 26 avril au 5 mai |
|  | Cataractes de Shawinigan        | 1                  |                                 |   | Du 26 avril au 5 mai | Du 26 avril au 5 mai |
|  | Cataractes de Shawinigan        | 1                  | Titan Collège français de Laval | 1 |                      |                      |
|  | Du 16 au 23 avril               |                    | Titan Collège français de Laval | 1 |                      |                      |
|  |                                 | Olympiques de Hull | 4                               |   |                      |                      |
|  | Harfangs de Beauport            | Olympiques de Hull | 4                               | 1 |                      |                      |
|  | Harfangs de Beauport            |                    |                                 | 1 |                      |                      |
|  | Olympiques de Hull              | 4                  |                                 |   |                      |                      |
|  | Olympiques de Hull              | 4                  |                                 |   |                      |                      |

## Équipes d'étoiles
La ligue sélectionne trois équipes d'étoiles dont une pour les recrues.

### Première équipe
- Gardien de but : Éric Fichaud, Saguenéens de Chicoutimi
- Défenseur gauche : Charles Paquette, Faucons de Sherbrooke
- Défenseur droit : Stéphane Julien, Faucons de Sherbrooke
- Ailier gauche : Patrick Carignan, Cataractes de Shawinigan
- Centre : Sébastien Bordeleau, Olympiques de Hull
- Ailier droit : Éric Dazé, Harfangs de Beauport
- Entraîneur : Michel Therrien, Titan Collège français de Laval

### Deuxième équipe
- Gardien de but : José Théodore, Lynx de Saint-Jean et Olympiques de Hull
- Défenseur gauche : Alain Nasreddine, Saguenéens de Chicoutimi
- Défenseur droit : Christian Laflamme, Harfangs de Beauport
- Ailier gauche : Brant Blackned, Mooseheads d'Halifax
- Centre : Steve Brûlé, Lynx de Saint-Jean
- Ailier droit : Frédéric Chartier, Titan Collège français de Laval
- Entraîneur : Claude Therien, Lynx de Saint-Jean

### Équipe des recrues
- Gardien de but : Martin Biron, Harfangs de Beauport
- Défenseur gauche : Anders Myrvold, Titan Collège français de Laval
- Défenseur droit : Radoslav Suchý, Faucons de Sherbrooke
- Ailier gauche : Denis Hamel, Saguenéens de Chicoutimi
- Centre : Daniel Brière, Voltigeurs de Drummondville
- Ailier droit : Daniel Corso, Tigres de Victoriaville
- Entraîneur : Robert Mongrain, Olympiques de Hull

## Trophées
Trois récompenses collectives et dix-neuf individuelles sont décernées.

### Récompenses collectives
- Coupe du président (champions des séries éliminatoires) : Olympiques de Hull
- Trophée Jean-Rougeau (champions de la saison régulière) : Titan Collège français de Laval
- Trophée Robert-Lebel (meilleure moyenne de buts encaissés) : Harfangs de Beauport

### Récompenses individuelles
- Trophée Jean-Béliveau (meilleur pointeur) : Patrick Carignan, Cataractes de Shawinigan
- Trophée Jacques-Plante (meilleure moyenne de buts encaissés) : Martin Biron, Harfangs de Beauport
- Trophée Michel-Bergeron (meilleure recrue offensive) : Daniel Brière, Voltigeurs de Drummondville
- Trophée Frank-J.-Selke (joueur le plus gentilhomme) : Éric Dazé, Harfangs de Beauport
- Trophée Michel-Brière (meilleur joueur) : Frédéric Chartier, Titan Collège français de Laval
- Trophée Émile-Bouchard (meilleur défenseur) : Stéphane Julien, Faucons de Sherbrooke
- Trophée Guy-Lafleur (meilleur joueur des séries éliminatoires) : José Théodore, Olympiques de Hull
- Trophée Michael-Bossy (meilleur espoir) : Martin Biron, Harfangs de Beauport
- Trophée Raymond-Lagacé (meilleure recrue défensive) : Martin Biron, Harfangs de Beauport
- Trophée Marcel-Robert (meilleur étudiant) : Daniel Brière, Voltigeurs de Drummondville
- Trophée Paul-Dumont (personnalité de l'année) : Éric Dazé, Harfangs de Beauport
- Trophée John-Horman (administrateur de l'année) : Jean Nadeau, Cataractes de Shawinigan
- Coupe Ford - Offensif (meilleur joueur offensif de l'année) : Sébastien Bordeleau, Olympiques de Hull
- Coupe Ford - Défensif (meilleur joueur défensif de l'année) : José Théodore, Olympiques de Hull
- Plaque AutoPro (meilleur différentiel plus/moins) : Frédéric Chartier, Titan Collège français de Laval
- Plaque du Groupe Saint-Clair (meilleur directeur marketing) : Yvon Rioux, Foreurs de Val-d'Or
- Coupe New Face (meilleure recrue) : Steve Brûlé, Lynx de Saint-Jean
- Trophée Ron-Lapointe (meilleur entraîneur) : Michel Therrien, Titan Collège français de Laval
- Plaque Karcher (plus grande implication dans la communauté) : David-Alexandre Beauregard, Laser de Saint-Hyacinthe